# Lijst van vliegtuigtypen (E-H)
Dit is een lijst van vliegtuigtypen die beginnen met een letter in de reeks van E - H.

## E

### EADS
- EADS Mako/High Energy Advanced Trainer
- EADS Phoenix

### Eberhart
- Eberhart FG
- Eberhart F2G

### Eclipse
- Eclipse 500

### EH Industries
- EH Industries EH 101

### Embraer
- Embraer EMB 110 Bandeirante
- Embraer EMB 120 Brasilia
- Embraer 170/175
- Embraer 190/195
- Embraer EMB 121 Xingu
- Embraer ERJ 135/140
- Embraer ERJ 145
- Embraer EMB 312 Tucano
- Embraer R-99

### ENAER
- ENAER Pantera
- Enaer T-35 Pillan
- Enaer Eaglet (Euro-ENAER Eaglet)

### English Electric
- English Electric Canberra
- English Electric Lightning

### Enstrom
- Enstrom F-28
- Enstrom F-280
- Enstrom F-480

### ERCO
- ERCO Ercoupe

### Etrich
- Etrich Taube

### Euler
- Euler D.I

### Eurocopter
- Eurocopter BO 105
- Eurocopter Cougar
- Eurocopter Colibri
- Eurocopter Dauphin
- Eurocopter EC-120
- Eurocopter EC-135
- Eurocopter EC175
- Eurocopter EC-635
- Eurocopter EC725
- Eurocopter Ecureuil
- Eurocopter HH-65 Dolphin
- Eurocopter Panther
- Eurocopter Super Puma
- Eurocopter Tiger
- Eurocopter Twin Squirrel
- Eurocopter/Kawasaki BK 117

### Eurofighter
- Eurofighter Typhoon

### Evans Aircraft
- VP-1
- VP-2

### Evektor
- Evektor Fox

### Evektor-Aerotechnik
- Evektor EV-55 Outback
- Evektor EV-97 Eurostar
- Evektor VUT 100 Cobra

### EWR
- EWR VJ 101

### Extra Aircraft
- Extra 200
- Extra 230
- Extra 300
- Extra EA-400
- Extra EA-500

## F

### Fabrica Militar de Aviones
- DINFIA IA 35 Huanquero
- FMA IA 58 Pucará
- FMA IA 63 Pampa
- FMA IAe 27 Pulqui
- FMA IAe 30 Namcu
- FMA IAe 33 Pulqui II
- FMA IAe 37
- FMA IAe 38

### Fairchild
- Fairchild (Swearingen) Merlin
- Fairchild 24
- Fairchild 51
- Fairchild 71
- Fairchild 228
- Fairchild 328
- Fairchild 328JET
- Fairchild 428JET
- Fairchild 728
- Fairchild AC-119 Shadow/Stinger
- Fairchild AC-123 Provider
- Fairchild Argus
- Fairchild AT-21 Gunner
- Fairchild C-8
- Fairchild C-24 Yic
- Fairchild C-26 Metroliner
- Fairchild C-61 Forwarder
- Fairchild C-82 Packet
- Fairchild C-86 Forwarder
- Fairchild C-88
- Fairchild C-96
- Fairchild C-119 Packet 'Flying Boxcar'
- Fairchild C-120 Packplane
- Fairchild C-122
- Fairchild C-123 Provider
- Fairchild C-128 'Flying Boxcar'
- Fairchild C-138
- Fairchild CC-119 'Flying Boxcar'
- Fairchild Cornell
- Fairchild Hiller FH-227
- Fairchild Metro
- Fairchild FC-2L Razorback
- Fairchild KR-34
- Fairchild PT-19
- Fairchild Super 71
- Fairchild Dornier 728
- Fairchild Republic A-10 Thunderbolt II
- Fairchild Republic T-46

### Fairey
- Fairey Albacore
- Fairey Barracuda
- Fairey Battle
- Fairey Campania
- Fairey CT-111 Firefly
- Fairey Fantome
- Fairey Fawn
- Fairey FD1
- Fairey FD2
- Fairey Feroce
- Fairey Firefly
- Fairey Flycatcher
- Fairey Fox
- Fairey Fulmar
- Fairey Gannet
- Fairey Gordon
- Fairey II
- Fairey III
- Fairey Hendon
- Fairey Kangourou
- Fairey Seafox
- Fairey Seal
- Fairey Spearfish
- Fairey Swordfish

### Farman
- Farman F.222
- Farman F40
- Farman Longhorn
- Farman NC 223
- Farman NC 470

### Seaplane Experimental Station, Felixstowe
- Felixstowe F2
- Felixstowe F3
- Felixstowe F5

### FFA
- FFA N-20 Aiguillon
- FFA P-16
- FFA AS-202 Bravo

### Fauvel
- AV-1, AV-2, AV-3
- AV-17
- AV-36 361
- AV-45 451
- AV-46
- AV-48
- AV-22
- AV-221
- AV-222

### Fiat
- Fiat CR.32
- Fiat CR.42
- Fiat G.12
- Fiat G.50 Freccia
- Fiat G.55 Centauro (Centaur)
- Fiat G.56
- Fiat G.91

### Fieseler
- Fieseler Fi 2
- Fieseler Fi 5
- Fieseler Fi 97
- Fieseler Fi 98
- Fieseler Fi 103 (V-1)
- Fieseler Fi 156 Storch
- Fieseler Fi 167

### Fisher
- Fisher P-75 Eagle

### Fleet
- Fleet Fawn
- Fleet Finch
- Fleet Fort
- Fleet Freighter

### Flettner
- Flettner Fl 184
- Flettner Fl 185
- Flettner Fl 265
- Flettner Fl 282 Kolibri
- Flettner Fl 339

### Focke-Achgelis
- Focke-Achgelis FA 223 Drache
- Focke-Achgelis FA 266 Hornisse
- Focke-Achgelis FA 330
- Focke-Achgelis FA 336

### Focke-Wulf
- Focke-Wulf A 16
- Focke-Wulf A 17
- Focke-Wulf A 19
- Focke-Wulf A 38
- Focke-Wulf A 43
- Focke-Wulf Fw 44 Stieglitz
- Focke-Wulf Fw 56 Stösser
- Focke-Wulf Fw 57
- Focke-Wulf Fw 58 Weihe
- Focke-Wulf Fw 61
- Focke-Wulf Fw 62
- Focke-Wulf Ta 152
- Focke-Wulf Ta 154
- Focke-Wulf Fw 159
- Focke-Wulf Ta 183
- Focke-Wulf Fw 186
- Focke-Wulf Fw 187 Falke
- Focke-Wulf Fw 189 Uhu
- Focke-Wulf Fw 190 Würger
- Focke-Wulf Fw 200 Condor
- Focke-Wulf Fw 300
- Focke-Wolf Fw 400

### Fokker
- Fokker 70
- Fokker XB-8
- Fokker C-2
- Fokker C-5
- Fokker C-7
- Fokker C-14
- Fokker C-15
- Fokker C-16
- Fokker C-20
- Fokker C-31 Troopship
- Fokker D.I
- Fokker D.II
- Fokker D.III
- Fokker D.IV
- Fokker D.V
- Fokker D.VI
- Fokker D.VII
- Fokker D.VIII
- Fokker D.XXI
- Fokker Dr.I
- Fokker E.I
- Fokker E.III
- Fokker E.IV
- Fokker E.V
- Fokker F.II
- Fokker F.III
- Fokker F.IV
- Fokker F.V
- Fokker F.VII
- Fokker F.VIII
- Fokker F.XXII
- Fokker F-27 Friendship
- Fokker F-28 Fellowship
- Fokker F50
- Fokker F100
- Fokker F-227
- Fokker G.I Jachtkruiser
- Fokker S-11 "Instructor"
- Fokker S.14 "Mach trainer"
- Fokker M.5
- Fokker Super Universal
- Fokker T.VIII
- Fokker XA-7
- Fokker-VAK 191
- Fokker-VFW 614

### Folland
- Folland 43/47
- Folland Fo.139 Midge
- Folland Gnat

### Ford
- Ford C-3
- Ford C-4
- Ford C-9
- Ford Trimotor

### Forney
- Forney Aircoupe

### Foster Wikner
- Foster Wikner Warferry
- Foster Wikner Wicko

### Fouga
- Fouga Magister

### Fuji
- Fuji FA200 Aero Subaru
- Fuji LM-1
- Fuji T-1 Hatsutaka

## G

### GAF
- GAF Nomad

### Gates
- Gates C-21 Learjet

### General Aircraft Ltd
- General Aircraft GA42 Cygnet
- General Aircraft GAL 38
- General Aircraft Hotspur
- General Aircraft Hamilcar

### General Atomics
- General Atomics GNAT 750
- General Atomics RQ-1 Predator

### General Dynamics
- General Dynamics F-16 Fighting Falcon
- General Dynamics F-111 Aardvark

### General Motors
- General Motors FM Wildcat
- General Motors F2M Wildcat
- General Motors F3M Bearcat
- General Motors P-75A Eagle
- General Motors TBM Avenger

### Gippsland Aeronautics
- Gippsland GA-8 Airvan
- Gippsland GA-200 Fatman

### Glasflügel
- Glasflügel H-30 GFK
- Glasflügel H-301 Libelle
- Björn Stender BS-1
- Glasflügel H-201 Standard-Libelle
- Glasflügel 401 Kestrel (129)
- Glasflügel 604 Kestrel 22
- Glasflügel 202 Standard-Libelle
- Glasflügel 203 Standard-Libelle
- Glasflügel 204 Standard-Libelle
- Glasflügel 205 Club-Libelle
- Glasflügel 206 Hornet
- Glasflügel Hornet C
- Glasflügel 303 Mosquito
- Glasflügel 304
- Glasflügel 402
- Hansjörg Streifeneder Falcon

### Globe Aircraft Company
- Globe Swift

### Gloster
- Gloster E.28/39
- Gloster Gambet
- Gloster Gamecock
- Gloster Gauntlet
- Gloster Gladiator
- Gloster Goring
- Gloster Grebe
- Gloster Javelin
- Gloster Meteor
- Gloster Meteor MK-4
- Gloster Meteor F-Mk-4
- Gloster Meteor T-Mk-7
- Gloster Meteor Mk-8
- Gloster Sea Gladiator

### Glymes
- Glymes Motor Glyder
- Glymes DG X (ook bekend als Glymes 10)

### Goodyear
- Goodyear FG Corsair
- Goodyear F2G
- Goodyear Inflatoplane

### Göppingen
- Göppingen Gö 1
- Göppingen Gö 3
- Göppingen Gö 9

### Gordou Leseurre
- Gordou Leseurre GL-810

### Gotha
- Gotha G.I
- Gotha G.II
- Gotha G.III
- Gotha G.IV
- Gotha G.V
- Gotha Go 145
- Gotha Go 146
- Gotha Go 147
- Gotha Go 229
- Gotha Go 242
- Gotha Go 244
- Gotha Go 345
- Gotha Ka 430

### Granville Brothers Aircraft
- Gee Bee Model A
- Gee Bee Sportster
- Gee Bee Senior Sportster
- Gee Bee Super Sportster
- Gee Bee R-1
- Gee Bee R-2
- Gee Bee Model Z

### Grasshopper
- Grasshopper Primary Glider

### Grays Harbor Airways
- Grays Harbor Activian

### Great Lakes
- Great Lakes BG
- Great Lakes B2G

### Grob
- Grob Egrett
- Grob G 115
- Grob GF 200
- Grob Tutor
- Grob G 102 Astir, Astir Jeans, Astir 77, Astir Club
- Grob G 103 Twin, Twin II, Twin II Acro, Twin III

### Grumman
- Grumman A-6 Intruder
- Grumman AF Guardian
- Grumman A2F Intruder
- Grumman Ag-Cat
- Grumman C-1 Trader
- Grumman C-2 Greyhound
- Grumman C-103
- Grumman CSR-110 Albatross
- Grumman E-1 Tracer
- Grumman E-2 Hawkeye
- Grumman EA-6 Prowler
- Grumman F-11 Tiger
- Grumman F-14 Tomcat
- Grumman FF Fifi
- Grumman F2F
- Grumman F3F
- Grumman F4F Wildcat
- Grumman F6F Hellcat
- Grumman F7F Tigercat
- Grumman F8F Bearcat
- Grumman F12F
- Grumman F-9 Cougar
- Grumman F9F Cougar
- Grumman F9F Panther
- Grumman Goblin
- Grumman G-21 "Goose"
- Grumman G-44 "Widgeon"
- Grumman G-73 "Mallard"
- Grumman Gulfstream I
- Grumman Gulfstream II
- Grumman Gulfstream III
- Grumman Gulfstream IV
- Grumman Grumman HU-16 "Albatross"
- Grumman J2F Duck
- Grumman JF Duck
- Grumman OV-1 Mohawk
- Grumman S-2 Tracker
- Grumman TBF Avenger
- Grumman TBM-3R avenger
- Grumman TBM-35 Avenger
- Grumman TBM-3W Avenger
- Grumman TB2F
- Grumman WF-2
- Grumman W2F Hawkeye
- Grumman X-29
- Grumman XF5F Skyrocket
- Grumman XF10F Jaguar
- Grumman XP-50
- Grumman XP-65
- Grumman American AA-1
- Grumman American AA-5

### Guldentops
- Saint Michel SG-2

### Gulfstream
- Gulfstream C-4 Academe - Gulfstream
- Gulfstream C-11 Gulfstream II
- Gulfstream Gulfstream III
- Gulfstream C-37 Gulfstream V
- Gulfstream Aerospace Gulfstream IV
- Gulfstream Aerospace Gulfstream V
- Gulfstream Aerospace Jetprop
- Gulfstream Aerospace Turbo Commander
- Gulfstream G100
- Gulfstream G200

### Gyrodyne
- Gyrodyne DSN
- Gyrodyne RON

## H

### Halberstadt
- Halberstadt D.II

### Hall
- Hall FH

### Hamble
- Hamble Baby

### Hamilton
- Hamilton C-89

### Handley Page
- Handley Page HP.42 (HP.45)
- Handley Page HP.115
- Handley Page Clive
- Handley Page Hadrian
- Handley Page Halifax
- Handley Page Hamilton
- Handley Page Hamlet
- Handley Page Hampstead
- Handley Page Hampden
- Handley Page Handcross
- Handley Page Hanley
- Handley Page HP.31 Harrow
- Handley Page HP.54 Harrow
- Handley Page Hastings
- Handley Page Hendon
- Handley Page Herald
- Handley Page Hereford
- Handley Page Hermes
- Handley Page Heyford
- Handley Page Hinaidi
- Handley Page HP.88
- Handley Page Hyderabad
- Handley Page Jetstream
- Handley Page Marathon
- Handley Page O/100
- Handley Page O/400
- Handley Page V/1500
- Handley Page Victor
- Handley Page W.8

### Hannover
- Hannover CL.II
- Hannover CL.III

### Hanriot
- Hanriot H.16
- Hanriot H.185
- Hanriot H.232
- Hanriot H.436
- Hanriot HD.1

### Hansa-Brandenburg
- Hansa-Brandenburg 29
- Hansa-Brandenburg 33
- Hansa-Brandenburg B.I
- Hansa-Brandenburg C.I
- Hansa-Brandenburg C.II
- Hansa-Brandenburg D.I
- Hansa-Brandenburg W12
- Hansa-Brandenburg W19

### Harbin
- Z-5 (Mil Mi-4)
- H-5 (IIyushin II-28)
- Harbin Y-11
- Harbin Y-12

### Harlow
- Harlow C-80

### Hawker
- Hawker Audax
- Hawker Demon
- Hawker Fury
- Hawker Hardy
- Hawker Hart
- Hawker Hector
- Hawker Henley
- Hawker Hind
- Hawker Horsley
- Hawker Hotspur
- Hawker Hunter
- Hawker Hunter F-MK-1
- Hawker Hurricane
- Hawker Nimrod
- Hawker Osprey
- Hawker Sea Fury
- Hawker Sea Hawk
- Hawker Sea Hurricane
- Hawker Tempest
- Hawker Tomtit
- Hawker Tornado
- Hawker Typhoon
- Hawker Woodcock

- Hawker Siddeley 748
- Hawker Siddeley Buccaneer
- Hawker Siddeley Andover
- Hawker Siddeley Dominie
- Hawker-Siddeley Harrier
- Hawker Siddeley HS.125
- Hawker Siddeley HS.748
- Hawker Siddeley HS-125
- Hawker Siddeley Kestrel
- BAe (Hawker Siddeley) Sea Harrier
- Hawker-Siddeley Trident

### Heinkel
- Heinkel He 37
- Heinkel He 38
- Heinkel He 43
- Heinkel He 45
- Heinkel He 46
- Heinkel He 49
- Heinkel He 50
- Heinkel He 51
- Heinkel He 59
- Heinkel He 60
- Heinkel He 70
- Heinkel He 72
- Heinkel He 74
- Heinkel He 100
- Heinkel He 111
- Heinkel He 112
- Heinkel He 113
- Heinkel He 114
- Heinkel He 115
- Heinkel He 116
- Heinkel He 162 Volksjäger
- Heinkel He 172
- Heinkel He 176
- Heinkel He 177 Greife
- Heinkel He 178
- Heinkel He 219 Uhu
- Heinkel He 274
- Heinkel He 277
- Heinkel He 280
- Heinkel He 343

### Helio
- Helio Courier

### Heliopolis
- Heliopolis Gomhouria

### Henry Farman
- Henry Farman Biplane
- Henry Farman F20
- Henry Farman F27
- Henry Farman III

### Henschel
- Henschel Hs 121
- Henschel Hs 123
- Henschel Hs 124
- Henschel Hs 125
- Henschel Hs 126
- Henschel Hs 127
- Henschel Hs 129
- Henschel Hs 130
- Henschel Hs 132

### HFB
- HFB Hansajet

### Hiller
- Hiller 360
- Hiller CH-112 Nomad
- Hiller HTE-2
- Hiller UH-12
- Hiller X-18

### Hindustan
- Hindustan Dhruv (aka Advanced Light Helicopter)
- Hindustan Marut
- Hindustan Tejas (aka Light Combat Aircraft)
- HAL HJT-36

### Holcomb
- Holcomb Perigee

### Holland
- Holland H.1
- Holland H.2

### Hollandair
- Hollandair HA-001 Libel

### Honda
- Honda HA-420 HondaJet

### Hongdu
- Hongdu JL-8

### Høver
- Høver M.F. 11

### Howard
- Howard DGA-11
- Howard DGA-15
- Howard C-70 Nightingale

### Huff-Daland
- Huff-Daland XB-1
- Huff-Daland XHB-1

### HughesHughes Aircraft,Hughes Helicopters
- Hughes 500
- Hughes A-37
- Hughes AH-64 Apache
- Hughes H-1
- Hughes H-4 Hercules (de "Spruce Goose")
- Hughes H-6
- Hughes OH-6 Cayuse
- Hughes XF-11
- Hughes XP-73

### Hunting Percival
- Hunting Percival Jet Provost
- Hunting Percival Pembroke